# Mihna
La Mihna (en arabe : محنة خلق القرآن  , Miḥnat Ḵẖalaq al-Qurʾān « épreuve [concernant] la création du Coran ») est un terme arabe pour désigner la période de persécution religieuse mise en place par le calife abbasside Al-Ma'mūn à partir de 833, au cours de laquelle les oulémas sont emprisonnés ou tués à moins d'être conformes à la doctrine dite du Coran créé. Cette politique menée par al-Ma'mun dure quinze années entre 833 à 848 et se poursuit sous ses successeurs immédiats : al-Mu'tasim et al-Wathiq jusqu'à ce qu'al-Mutawakkil l'abandonne en 848.

## L'édit du calife
La Mihna est une entreprise de grande ampleur. Al-Ma'mun informe de sa décision le gouvernorat de Bagdad avant d'envoyer sa lettre aux gouverneurs à plusieurs des provinces de l'empire. Cette documentation est en partie conservée par Tabari. Le calife se présente comme le garant de l'orthodoxie musulmane, le gardien de la foi en l'unité absolue de Dieu, du tawhid. Il dit défendre l'idée de la création du Coran car il ne saurait y avoir confusion entre l'éternité divine et l'éternité d'une chose forgée par Dieu.

## Les origines controversées de la Mihna

Carte de la mihna et des événements qui lui sont associés

Les motivations profondes de la décision d'Al-Ma'mun ne sont pas évidentes, les historiens se sont divisés entre partisans de différentes théories. 

### Premières théories relatives à l'orientation pro-alide et pro-mu'tazilite d'Al-Ma'mun
La première théorie explique l’action d’Al Ma’mun par son souci de s’attirer l'approbation des mu’tazilites et des chiites, théorie défendue d'abord par l'historien Walter M. Patton. Elle a ensuite largement été critiquée pour différentes raisons. D'abord, elle implique que les chiites, comme les mu'tazilites, étaient partisans de la doctrine du Coran créé. Or, cela ne semble pas être le cas, les chiites étaient divisés sur la question. De plus, Al-Ma'mun n'était pas totalement proche des mu'tazilites lui-même ; parmi les intellectuels qui l'entouraient, il y avait également des penseurs résolument opposés à ces derniers. Le rejet commun de l'idée de l'in-création du Coran n'est pas suffisant pour considérer le calife comme un mu'tazilite comme cela a pu être présenté. Enfin, la théorie failli à expliquer le passage de l'adhésion à la doctrine de Ḵẖalaq al-Qurʾān à la décision déterminée d'engager un processus de contrôle et de coercition vis-à-vis de tous ceux qui défient cette même doctrine. 

### La Minha comme affirmation de l'autorité califale
Une autre théorie pour expliquer la Minha a été de considérer celle-ci comme un moyen pour Al-Ma'mun d'affirmer son autorité. Par cette entreprise théologico-politique, il affirme vigoureusement ce qu'il considère être son rôle en tant que calife : il est responsable devant Dieu de la vraie foi en tant qu'il est lui-même héritier du Prophète. Dans une certaine mesure, il reprend à son compte les conceptions chiites de l'imamat, en tant qu'il est souverain politique mais aussi un chef religieux guidé et protégé par Dieu.  
Développant cette théorie, les historiens Ira Lapidus et Wilferd Madelung ont quant à eux mis l'accent sur la volonté du calife de mettre un terme aux oppositions, en particulier dans la région du Khorasan qui était hostile au pouvoir central. Une étude empirique menée par un historien, étudiant attentivement les caractéristiques d'un large échantillon de personnes soumises à la Minha, ne permet cependant pas d'étayer cette hypothèse ; puisqu'il n'apparaît aucune surreprésentation de khurassaniens. 
Ce qui semble être aujourd'hui le plus probable correspond à la théorie de l'affirmation du pouvoir par Al-Ma'mun, en particulier face à l'élite montante des traditionnistes (rapporteurs de hadiths). Les individus interrogés étaient des membres hautement respectés dans l’élite de Bagdad. Ils étaient relativement autonomes et particulièrement influents dans la capitale, bien que la Minha concerne également les provinces. Le calife les considérait comme une menace et en faisait un portrait acerbe, il les décrivait comme des déviants qu'il s'agissait de rééduquer. 
La Minha aurait alors permis à Al-Ma'mun de réaffirmer son autorité dans le domaine religieux, et plus spécifiquement dans la science du hadith ; désormais, les transmetteurs de traditions sont soumis au contrôle califal et le calife s’affirme comme chef des affaires religieuses. 

## Sous al-Mu'tasim
Al-Ma'mun décède en 833, mais sa politique se poursuit sous al-Mu'tasim. Son règne débute par un procès célèbre. L'ouléma Ahmad ibn Hanbal subit un interrogatoire de la mihna auquel il répond que le Coran est incréé. Al-Mu'tasim le démet de sa fonction, l'emprisonne et le fait fouetter jusqu'à ce qu'il soit inconscient. Cependant, la population de Bagdad s'agite à la nouvelle de l'arrestation et al-Mu'tassim est forcé de le  libérer. Le calife se préoccupe ensuite de la construction de sa nouvelle capitale à Samarra et de ses campagnes militaires, mais peu de la mihna.

## Conséquences
Dans l'islam classique, les particuliers et non pas le calife entreprenaient la mission de développer les différentes sciences islamiques dont le fiqh. La loi, contrairement aux États-nations modernes, n'était pas l'apanage de l'État. Les ouléma développaient la loi en opposition consciente à l'État (Jackson, 2002). Dès le début, le religieux était distinct du politique. L'autonomie des ouléma entraîne l'émergence de différentes écoles de jurisprudence diamétralement opposées, mais toutes considérées comme islamiquement valides et authentiques. Dans ce contexte, la mihna reflète la frustration du calife face à cette culture juridique puissante et influente. Elle dura quinze années, après quoi l'autorité des ouléma s'est mieux définie. Cela ne signifie pas que la confrontation était la marque de la relation entre l'État et les juristes. La relation était plus nuancée et impliquait non seulement la confrontation mais aussi la collaboration. D'une manière générale, les juristes servent de tampon entre le calife et le peuple.